# Liolope copulans
Liolope copulans är en plattmaskart. Liolope copulans ingår i släktet Liolope och familjen Liolopidae. Inga underarter finns listade i Catalogue of Life.